# Атеистичка опклада
Атеистичка опклада је атеистички одговор на Паскалову опкладу и тиче се постојања Бога. Формулисао ју је филозоф Мајкл Мартин и објавио је у својој књизи из 1990. „Atheism: A Philosophical Justification“, односно „Атеизам: Филозофско образложење“.
Једна варијанта опкладе указује на то да, пошто добро и брижно божанство награђује добра дела, особе би требало да живе добар живот и без религије, а ако Бог не постоји, добра дела би и даље била цењена. Још једна варијанта предлаже да ће Бог наградити искрене невернике уместо неискрених верника.

## Образложење
Опклада предлаже да, када би се проучиле могућности о томе како живети живот, могло би се доћи до једног од следећих исхода:
- Можеш живети живот у доброти и веровати у Бога, а добар Бог постоји; у том случају идеш у Рај те је твој добитак бесконачан.
- Можеш живети живот у доброти а не веровати у Бога, а добар Бог постоји; у том случају идеш у Рај те је твој добитак бесконачан.
- Можеш живети живот у доброти и веровати у Бога, а добар Бог не постоји; у том случају чиниш свет бољим мада је твој добитак ограничен.
- Можеш живети живот у доброти и не веровати у Бога, а добар Бог не постоји; у том случају чиниш свет бољим мада је твој добитак ограничен.
- Можеш живети зао живот и веровати у Бога, а добар Бог постоји; у том случају идеш у Пакао те је твој губитак бесконачан.
- Можеш живети зао живот и не веровати у Бога, а добар Бог постоји; у том случају идеш у Пакао те је твој губитак бесконачан.
- Можеш живети зао живот и веровати у Бога, а добар Бог не постоји; у том случају чиниш свет лошијим мада је твој губитак ограничен.
- Можеш живети зао живот и не веровати у Бога, а добар Бог не постоји; у том случају чиниш свет лошијим мада је твој губитак ограничен.

Следећа табела приказује вредности свих могућих варијанти:
|                 | Веровање у Бога (Б) | Неверовање у Бога (¬Б) |
| Добар живот (Л) | +∞ (Рај)            | +∞ (Рај)               |
| Зао живот (¬Л)  | -∞ (Пакао)          | -∞ (Пакао)             |

|                 | Веровање у Бога (Б)     | Неверовање у Бога (¬Б)  |
| Добар живот (Л) | +X (чиниш свет бољим)   | +X (чиниш свет бољим)   |
| Зао живот (¬Л)  | -X (чиниш свет лошијим) | -X (чиниш свет лошијим) |

Судећи по овим вредностима, Мартин сматра да је боље живети у доброти без обзира да ли било која особа верује у Бога.

## Аргументи против опкладе
Паскалова опклада је заснована на библијском принципу спасења помоћу веровања. Исходи су самим тиме засновани на вери, како је то приказано на табели испод:
|                 | Бог постоји (Г)         | Бог не постоји (¬Г)    |
| Веровање (Б)    | +∞ (бесконачан добитак) | −1 (ограничен губитак) |
| Неверовање (¬Б) | −∞ (бесконачан губитак) | +1 (ограничен добитак) |

Атеистичка опклада се заснива на веровању да ће добар Бог наградити невернике ако живе живот у доброти. Претпоставка је да ако особа живи живот у доброти и ако постоји добар Бог, доћи ће до +∞ (бесконачан добитак) исхода.
Паскал је игнорисао могућност да може постојати Бог који награђује невернике који су живели у доброти са +∞ (бесконачан добитак) исходом, док атеистичка опклада игнорише могућност да постоји Бог који не награђује невернике иако су живели живот у доброти.
Паскалова опклада претпоставља да ако особа живи живот у доброти а не верује у Бога, а да Бог постоји, да ће завршити са -∞ (бесконачан губитак) исходом. Самим тиме, атеистичка опклада не одговара на Паскалову јер сматра да је Бог у потпуности другачији од Паскаловог.

## Алтернативна варијанта опкладе
Живи живот у доброти. Ако има божанстава и праведна су, неће их бити брига колико си им био одан, већ ће те дочекати зависно од врлина по којим си живео. Ако има божанстава а неправедна су, не би требало да им се клањаш. Ако нема божанстава, неће те више бити, али ће твоја добра дела остати у сећању твојих најближих.
Овај цитат се најчешће погрешно присваја Марку Аурелију. Тачан извор није пронађен.
Мало другачији, и знатно мање формалнија варијанта опкладе (приказана изнад) се јавила на разним интернетским блоговима те се најчешће погрешно присваја Марку Аурелију. Разликује се у томе што се бави могућношћу да могу постојати неправедна божанства у виду служења. Такође претвара питање у политеистичко зато што се користи термин „божанства“ уместо „Бог“. Треба такође указати на то да се постављају два закључка без преиспитивања: да ће се добар живот памтити и да се добар живот једноставно не завршава.
Важно је споменути да се обе варијанте не баве концептом да је богослужење саставни и последични чин веровања у божанства. Ово је поготово учигледно у Паскаловој опклади где се наводи да је само веровање у Бога довољно за бесконачан добитак (спасење кроз веру), те игнорише могућност у постојање Бога за кога је недовољна сама вера, већ захтева неку врсту богослужења у виду обреда или сличних радњи како би се избегла казна у неком смислу (ова се претпоставка може лако наћи у већини „већих“ религија попут католицизма, хиндуизма, ислама и других).
На крају свега, све три опкладе игноришу још једну могућност: ако нека особа верује у постојање Бога, те се већина религија састоји од разних богослужења на које се троши време, енергија и ресурси уместо на друге врсте рада, а тај Бог не постоји или тај Бог не подржава методе на којима се вршило богослужење, онда није дошло до побољшања света, него до значајног траћења времена, ресурса и енергије.